# Hans-Jürgen von Bose
Hans-Jürgen von Bose (né le 24 décembre 1953 à Munich) est un compositeur allemand.